# Ateny (wieś)
Ateny – wieś w Polsce położona w województwie podlaskim, w powiecie augustowskim, w gminie Nowinka. Leży nad jeziorem Blizno.
W latach 1975–1998 miejscowość administracyjnie należała do województwa suwalskiego.

## Historia
Według spisu powszechnego z 30 września 1921 r. w Atenach w 22 budynkach mieszkalnych mieszkało 110 osób (51 mężczyzn i 59 kobiet). 83 osoby były wyznania rzymskokatolickiego, a 27 innego (starowiercy). Narodowość polską zadeklarowało 104 mieszkańców, a białoruską - 6.